# USS Stout (DDG-55)
El USS Stout (DDG-55), llamado así en honor al almirante Herald F. Stout, es el 5.º destructor de la clase Arleigh Burke de la Armada de los Estados Unidos. Su nombre USS Stout honra al almirante Herald F. Stout, comandante del USS Claxton durante la Segunda Guerra Mundial.

## Construcción
Fue construido por el Ingalls Shipbuilding de Pascagoula (Misisipi), siendo colocada su quilla en 1991. Fue botado el casco en 1992 y fue asignado en 1994.

## Historial de servicio

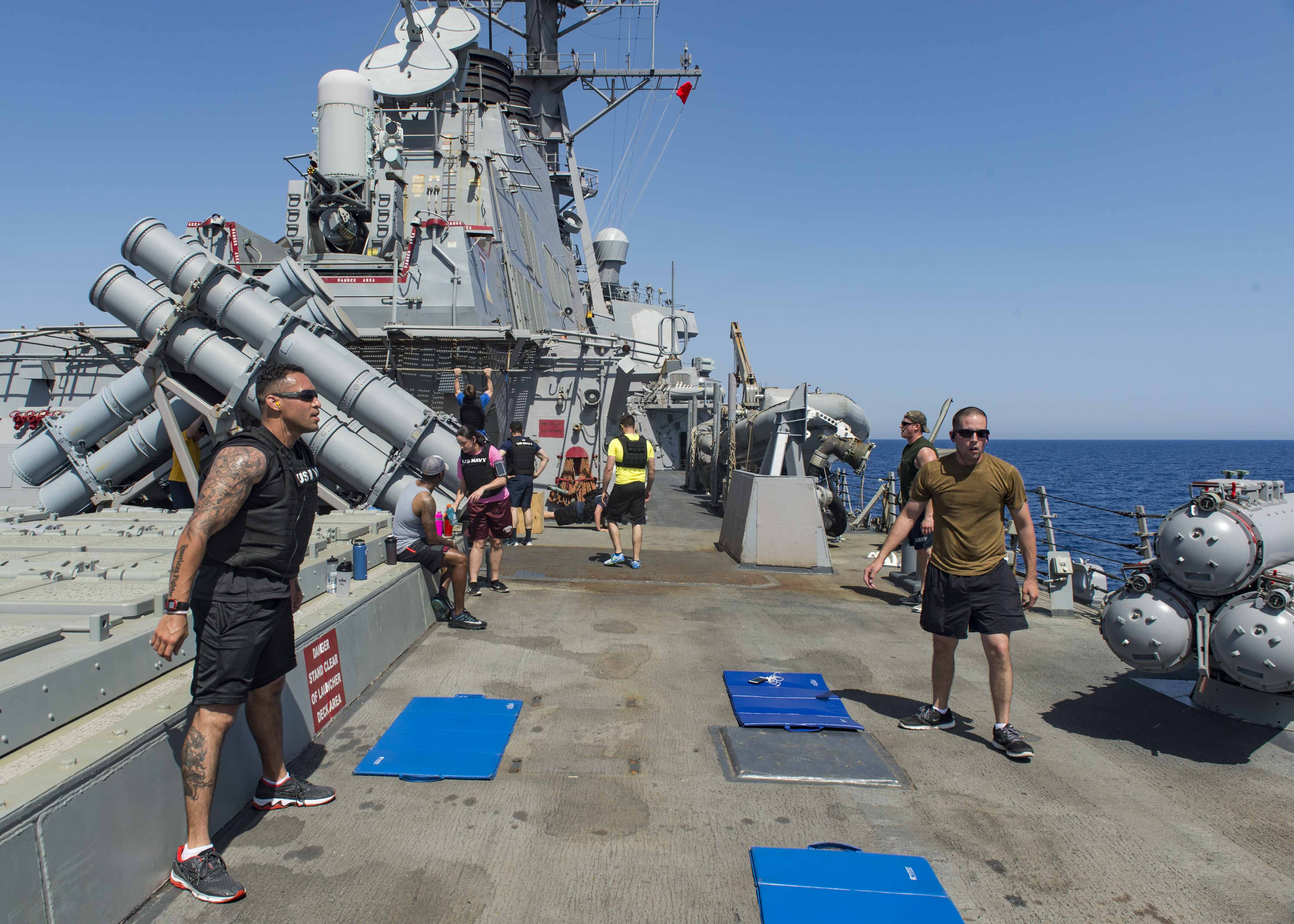
Cubierta a bordo del USS Stout (DDG-55), año 2016.

El USS Stout participó de la Operación Deny Flight, la Operación Southern Watch y la Operación Joint Endeavour en 1996. También ha tomado parte de numerosos ejercicios y operaciones navales.